# Павленко, Ион Георгиевич
Иоан Георгиевич Павленко или Иоан Георгиевич Пауленку (рум. Ioan Paulencu; род. 5 декабря 1940, Черновицкая область) — молдавский советский певец (бас), заслуженный артист Молдавской ССР, народный артист Республики Молдова.

## Биография
Иоан Павленко окончил Кишинёвский институт искусств. Солист Молдавского театра оперы и балета. Среди известных партий Павленко: Гремин, Собинин, Дон Базилио, Мефистофель и другие.
Учился в оперном классе Милютина.
5 декабря 2010 года в Кишиневском Национальном театре оперы и балета, Михаил Тимофти в качестве режиссера-постановщика поставил юбилейный концерт к 70 летию Иона Павленко.